# Іваницький Іван
Івани́цький Іва́н (8 вересня 1911, село Демичі, нині у складі містечка Заболотів, Снятинський район, Івано-Франківська область — 24 лютого 1999, Палмдейл, Каліфорнія, США) — український режисер, драматург, перекладач та громадський діяч.

## Життєпис
1933—1936 — навчання в Інституті театрального мистецтва у Варшаві (клас Л. Шіллера).
Професійну діяльність розпочав 1930 у Народному театрі ім. Тобілевича.
Працював асистентом режисера у німецьких театрах Відня та Кракова.
На запрошення Володимира Блавацького 1943 року здійснив у Львівському оперному театрі постановки вистав: «Ріка» М. Гальбе (у власному перекладі), «Дружина» угорського драматурга Я. Бокая та «Любов на здоровий глузд» Г. Куб'є (Kubie). У цьому театрі «поруч із досвідченими майстрами драматичної сцени (Й. Гірняком, В. Блавацьким) І. Іваницький творив мистецьку поліфонію, в якій органічно поєднувався професіоналізм і досвід метрів реалістичного театру з модерними пошуками новітньої європейської драми».
1943 переїхав до Парижа.
1947 виїхав до Арґентини, де став власником Української фільмової організації в Буенос-Айресі.
Його режисерські спроби виявились невдалими і 1963 Іван Іваницький виїхав до США, де в Голлівуді вів драматичні курси для кіноакторів, перекладав українською мовою сучасні європейські драми, брав участь в українських громадських імпрезах.
Як драматург, написав драми «Мазепа» і «Мільйонер».